# Tore Hund
Tore Hund (Oldnordisk: Þórir hundr) (egentlig: Tore Toresson), (ca. 990 – ca. 1036), var en norsk vikingehøvding fra Bjarkøy, Troms i det nordlige Norge.
Tore Hund blev født i en tid præget af konflikter. De gamle høvdinge følte deres magt og uafhængighed truet af stærke nye kræfter fra syd i landet, som med Olav den Hellige i spidsen kæmpede for at forene og kristne landet. Tore Hund bar desuden personligt nag mod kongen, som havde pådømt ham en stor bod blodpenge efter et mord og også dræbt et af hans nære familiemedlemmer, nevøen Asbjørn Selsbane. Så da Erling Skjalgsson blev dræbt i 1028, stillede Tore Hund sammen med Kalv Arnesson og Einar Tamberskælver sig i spidsen for et anti-Olav bondeoprør. Sammen med Knud den Store fik de i 1028 drevet Olav ud, men i sommeren 1030 vendte han tilbage med nye styrker, og det kom til kamp i Slaget ved Stiklestad hvor Olav blev besejret og dræbt. Tore Hund var ifølge sagaerne en af de mænd, som gav kongen banesår. Det skete med spyddet Selshemneren, som han stødte op under kongens brynje. Tore selv skulle ifølge Snorri have båret en kofte, som stål ikke bed på, måske en hentydning til et samarbejde med samiske shamaner.
Men sejren efter Stiklestad skulle vise sig kortvarig, da Magnus, Olavs uægte søn, tog magten og allierede sig med nogle af Tores forhenværende støtter. Tore blev marginaliseret og forfulgt. Ifølge Snorri konverterede han kort tid efter til kristendommen og tog på en pilgrimsfærd til Jerusalem, hvor han sandsynligvis døde. Skal man tro senere fortællinger, konverterede Tore, efter at hans sårede hånd mirakuløst blev helbredt, da en af dråbe af Olavs blod faldt på den.
Tore Hund var bror til Sigurd Toresson og Sigrid Toresdotter. Han havde en søn, som hed Sigurd Toresson fra Bjarkøy, men nogen hustru nævnes ikke i sagaerne. Han var desuden en erfaren viking og havde deltaget i flere ekspeditioner til Rusland og Hvidehavet og ved flere lejligheder kæmpet i Knud den Stores styrker.
På Bjarkøy, hvor Tore Hund regerede, blev i 1980 opført en mindebautasten over Tore Hund med et bronzerelief af kunstneren Svein Haavardsholm. Relieffet afbilder passagen fra Snorri, hvor Sigrid Sjalgsdatter overrækker Tore det spyd, der havde dræbt hendes søn og hans nevø, Asbjørn, og beder ham hævne mordet.
Ifølge lokale legender skal Tore Hunds vikingeskatte være begravet et sted på øen Skjervøya, en anden ø i nærheden af Bjarkøy.
I HBO-serien Beforeigners er Tore Hund en af hovedkaraktererne.